# أمون إم اوبت
أمون إم اوبت، (بالإنجليزية: Amenemope)‏، كان ابن بسوسنس الأول والملكة موت ندجمت. اسم الميلاد لأمون إم اوبت، أو الاسم الشخصي ترجمته هي «أمون في عيد اوبت.» وقد شغل منصب حاكم مشارك أصغر في الأعوام الأخيرة من حكم والده، حسب الأدلة من قطع من أربطة مومياء. جميع النسخ الباقية من ملخص مانيتو الخاصة به تقول بأن أمون إم اوبت حكم 9 سنوات. كانت المقابر الملكية لكل من بسوسنس الأول وأمون إم اوبت كاملتين عندما اكتشفهما عالم المصريات الفرنسي بيير مونتيه في حفرياته في تانيس في عام 1940. كانت مليئة بكنوز ضخمة تشمل أقنعة جنازئية ذهبية، توابيت وأنواع أخرى عديدة من المجوهرات. فتح مونيه مقبرة أمون إم اوبت في أبريل 1940، وكان ذلك قبل شهر من الغزو الألماني لفرنسا والبلدان الواطئة في الحرب العالمية الثانية. ولذلك، توقف العمل حتى نهاية الحرب. استأنف مونتيه حفرياته في تانيس في عام 1946. ولاحقاً نشر اكتشافاته في عام 1958م. (توفي 992 ق.م.).

## حجرة الدفن

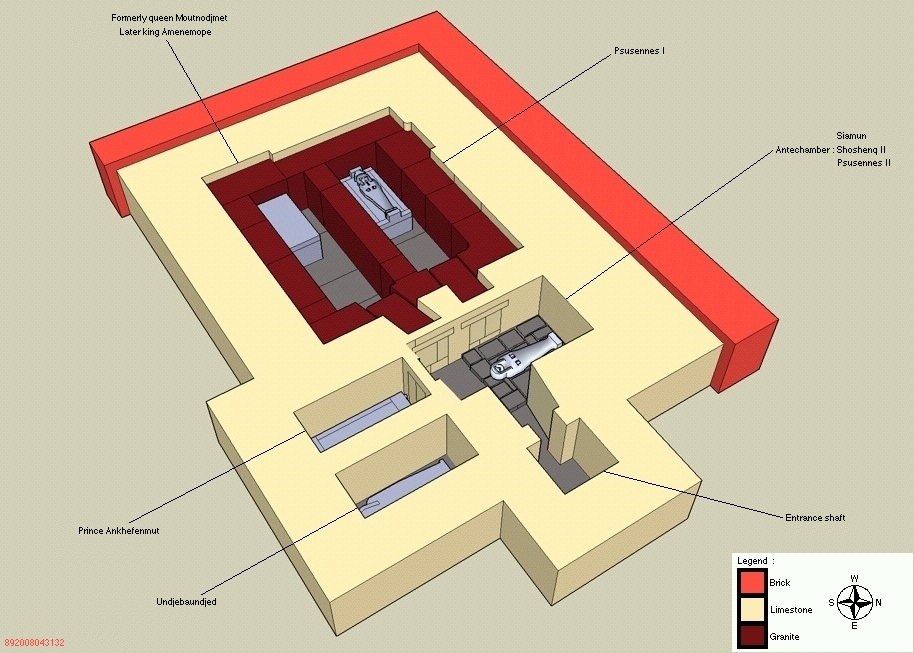
حجرة الدفن الخاصة بأمون

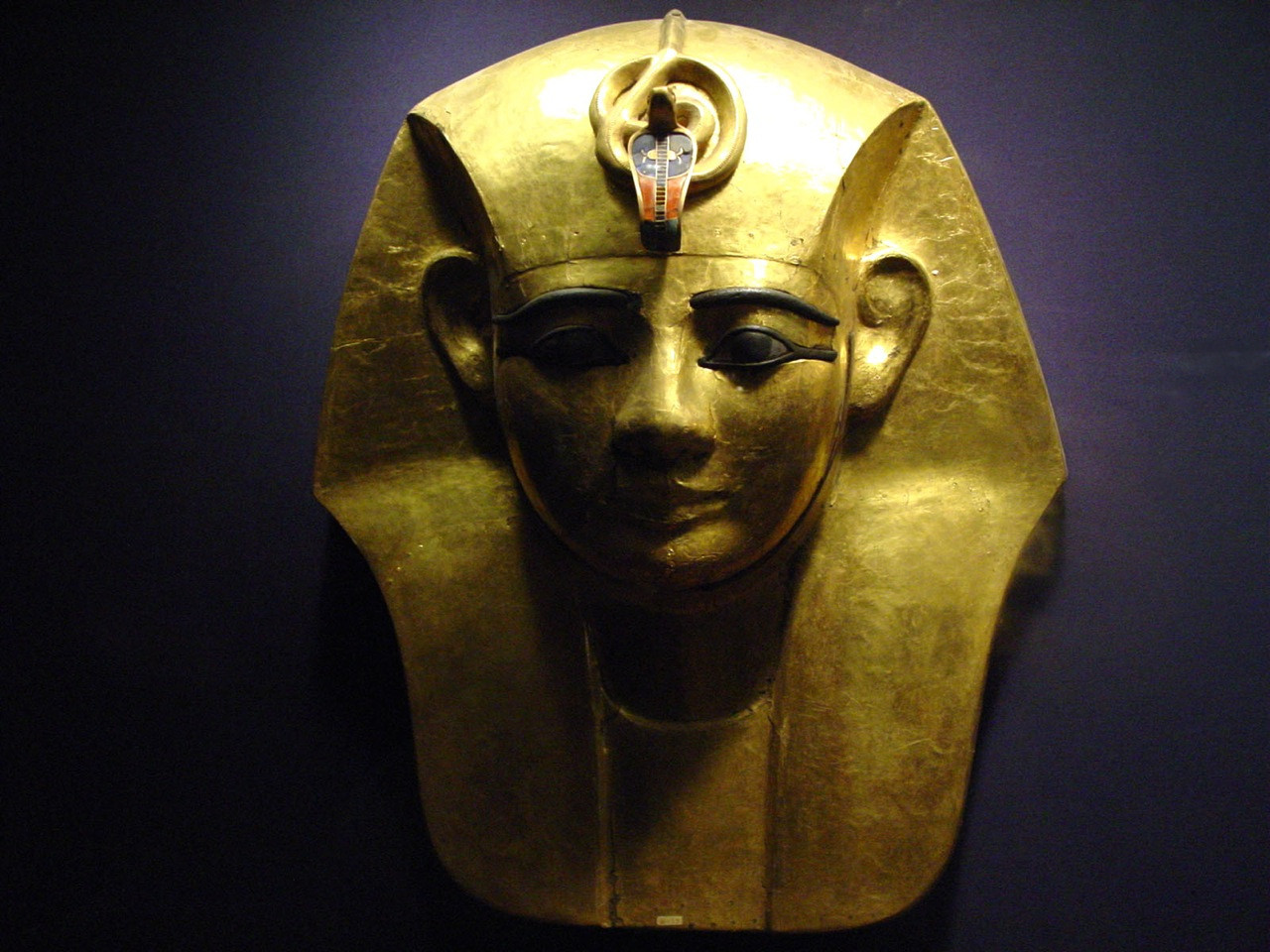
قناع أمون إم اوبت

أعلن عالم المصريات كنث كتشن أن هناك القليل من الآثار المعروفة عن أمون إم اوبت. مقبرته في تانيس كان طولها 20 قدماً وعرضها 12-15 قدماً، أي مجرد غرفة بالمقارنة بمقبرة پسوسنـِّس الأول«في حين أن مشاريعه الأصلية الأخرى المعروفة هو مواصلة زخرفة مصلى إيزيس» عاشقة أهرامات الجيزة" وعمل إضافة على واحداً من معابد ممفيس. كان في خدمة أمون إم اوبت اثنان من كبار كهنة أمون في طيبة سمندس الثاني (لفترة وجيزة) ثم پن جيم الثاني، شقيق سمندس. لاحظ كتشن أنه "في طيبة، كانت سلطته كملك محل نزاع منقوش عليها اسم أمون إم اوبت كفرعون واسم پن جم ككاهن أعلى.. بن-نست-طاوي، قبطان بارجة أمون في طيبة، كان في حيازته كتاب الموتى، والمؤرخ في السنة الخامسة من حكم الملك." في مقدمة الطبعة الثالثة من الكتاب الذي يدور حول الفترة المتوسطة الثالثة في مصر، أشار كيتشن إلى أن بردية بروكلن 16.205  والتي ذكرت "السنة 49 تتبعها السنة 4 يجب الآن أن تنسب إلى عهدي بسوسنس الأول وأمون إم اوبت، وليس إلى شوشنق الثالث وبيماي. بسبب اكتشاف ملك تانيسي جديد حكم على الأقل لمدة 10 سنوات بين سنة 39 من عهد شوشنق الثالث والسنة الأولى من عهد بامي. ونتيجة لذلك، فتجميع وثيقة هذه البردية يجب أن يرجع إلى السنة الرابعة من حكم أمون إم اوبت.
وهناك أربع متعلقات من مقبرة أمون إم اوبت الملكية تحفظ اسمه اللامع وتشمل قلادة والعديد من الأساور. قناعة الجنائزي موجود حالياً في المتحف المصري بالقاهرة، والتي تصور الملك شاباً على عكس بسوسنـس الأول، دُفن أمون إم اوبت بقدر أقل من البذخ حيث أن «توابيته الخشبية كانت مغطاة بأوراق ذهبية بدلاً من الفضة الصلبة» بينما «كان يرتدي قناع مطلي بالذهب بدلاً من الذهب الخالص.» لاحقاً أُعيد دفنه في مقبرة والده بسوسنس الأول في عهد سي أمون.